# Генерал армии Украины
Генерал армии Украины (укр. генерал армії України) — высшее воинское звание Украины в 1992—2020 годах. Званию генерала армии Украины соответствуют специальные звания генерал внутренней службы Украины (укр. генерал внутрішньої служби України) и генерал службы гражданской защиты (укр. генерал служби цивільного захисту).
4 июня 2020 года принят закон о реорганизации воинских званий Украины, вступающий в силу с 1 октября 2020 года. Звание генерала армии Украины упразднено (при этом лица, которым до принятия закона было присвоено звание генерала армии Украины, сохраняют это звание на прежних основаниях). С 1 октября 2020 года в украинской системе воинских рангов высшим является звание генерал, на флоте ему соответствует звание адмирал.
В нижеследующих списках генералов после даты присвоения звания стоит номер соответствующего указа президента Украины.

## Список генералов армии Украины
Звание установлено Законом Украины от 25 марта 1992 года № 2232-XII «О всеобщей воинской обязанности и военной службе».
1. 30 ноября 1993 г., № 567/93 — Радецкий Виталий Григорьевич, министр обороны Украины (1993—1994)
2. 25 января 1994 г., № 27/94 — Губенко Валерий Александрович, председатель Государственного комитета по делам охраны государственной границы Украины — командующий Пограничными войсками Украины (1991—1995)
3. 23 марта 1994 г., № 111/94 — Марчук Евгений Кириллович, председатель Службы безопасности Украины (1991—1994), Министр обороны Украины (2003—2004)
4. 23 августа 1998 г., № 922/98 — Кузьмук Александр Иванович, министр обороны Украины (1996—2001, 2004—2005)
5. 23 августа 2000 г. — Деркач Леонид Васильевич, председатель Службы безопасности Украины (1998—2001)
6. 2001[2] г. — Радченко Владимир Иванович, председатель Службы безопасности Украины (1995—1998, 2001—2003)
7. 23 августа 2001 г., № 735/2001 — Шкидченко Владимир Петрович, начальник Генерального штаба Вооружённых Сил Украины — первый заместитель министра обороны Украины (1998—2001), Министр обороны Украины (2001—2003)
8. 30 ноября 2006 г., № 1010/2006 — Дрижчаный Игорь Васильевич, председатель Службы безопасности Украины (2005—2006)
9. 21 августа 2007 г., № 725/2007 — Кириченко Сергей Александрович, начальник Генерального штаба — главнокомандующий Вооружёнными Силами Украины (2005—2009)
10. 20 августа 2008 г., № 730/2008 — Литвин Николай Михайлович, председатель Государственной пограничной службы Украины (2003—2014)
11. 20 августа 2008 г., № 734/2008 — Кихтенко Александр Тимофеевич, начальник Главного управления — командующий внутренними войсками Министерства внутренних дел Украины (2005—2010)
12. 28 ноября 2008 г., № 1115/2008 — Маломуж Николай Григорьевич, председатель Службы внешней разведки Украины (2005—2010)
13. 15 февраля 2010 г., № 175/2010 — Свида Иван Юрьевич, начальник Генерального штаба — главнокомандующий Вооружёнными Силами Украины (2009—2010)
14. 12 августа 2011 г., № 815/2011 — Хорошковский Валерий Иванович, Председатель Службы безопасности Украины (2010—2012)
15. 14 октября 2015 г., № 581/2015 — Муженко Виктор Николаевич, начальник Генерального штаба — главнокомандующий Вооружёнными Силами Украины (2014—2019)
16. 14 октября 2015 г., № 581/2015 — Полторак Степан Тимофеевич, министр обороны Украины (2014—2019)
17. 25 марта 2016 г., № 111/2016 — Грицак Василий Сергеевич, председатель Службы безопасности Украины (2015—2019)
18. 25 июля 2017 г., № 191/2017 — Назаренко, Виктор Александрович, председатель Государственной пограничной службы Украины (2014—2017)
19. 2 мая 2019 г., № 178/2019 — Цигикал, Пётр Александрович, председатель Государственной пограничной службы Украины (2017—2019)

## Список генералов внутренней службы Украины
Звание установлено постановлением Верховной Рады Украины от 22 апреля 1993 г. № 3135-XII «О специальных званиях, форменной одежде и знаках различия в органах внутренних дел Украины».
1. 19 августа 1993 г., № 317/93 — Василишин Андрей Владимирович, министр внутренних дел Украины (1990—1994)
2. 21 августа 1997 г., № 861/97 — Дурдинец Василий Васильевич, председатель Координационного комитета по борьбе с коррупцией и организованной преступностью при президенте Украины — директор Национального бюро расследований Украины (1997—1999), министр Украины по вопросам чрезвычайных ситуаций и по делам защиты населения от последствий Чернобыльской катастрофы (1999—2002)
3. 23 августа 1998 г., № 923/98 — Кравченко Юрий Федорович, министр внутренних дел Украины (1995—2001)
4. 20 августа 2010 г., № 847/2010 — Гладуш Иван Дмитриевич, министр внутренних дел Украинской ССР (1982—1990), генеральный директор Национального музея «Чернобыль»
5. 16 декабря 2011 г., № 1162/2011 — Захарченко Виталий Юрьевич, министр внутренних дел Украины (2011—2014)[3]

## Список генералов службы гражданской защиты Украины
Законом Украины от 24 июня 2004 г. № 1859-IV «О правовых основах гражданской защиты» установлено звание генерал службы гражданской защиты Украины.
В соответствии с Кодексом гражданской защиты Украины от 2 октября 2012 г. № 5403-VI (вступил в силу 2013 г.) наименование звания — генерал службы гражданской защиты.
До настоящего времени не присваивалось.

## Галерея
- Нарукавный знак различия
- Звезда Генерала армии Украины
- Погон (версия 2009 г.)